# گونزالو وردو
گونزالو وردو (انگلیسی: Gonzalo Verdú؛ زادهٔ ۲۱ اکتبر ۱۹۸۸) بازیکن فوتبال اهل اسپانیا است که به عنوان مدافع میانی برای کارتاخنا بازی می‌کند.